# Condado de Cherokee (Oklahoma)
O Condado de Cherokee é um dos 77 condados do estado americano do Oklahoma. A sede do condado é Tahlequah, que é também a sua maior cidade. O condado foi fundado em 1907 e o seu nome provém da tribo ameríndia Cherokee.
O condado tem uma área de 2010 km² (dos quais 65 km² estão cobertos por água), uma população de 42 521 habitantes, e uma densidade populacional de 22 hab/km² (segundo o censo nacional de 2000).